# Creepshow 3
Creepshow 3 es una secuela  de la clásica historia de terror de 1982 Creepshow de Stephen King y George A. Romero. La película fue creada en 2006, aunque se publicó a principios del 2007. Ninguno de los creadores de las dos películas anteriores, Creepshow o Creepshow 2 (a saber de Stephen King y George A. Romero) participaron en la producción de esta película. Es interesante anotar que muchos fanes, además de Tom Savini (quien hizo de artista en la original Creepshow y se hizo especialista en Creepshow 2), consideran la antología de John Harrison Tales from the Darkside: The Movie (1990) como la verdadera sucesora espiritual de la saga Creepshow. Harrison lo hizo, en realidad, para componer la partitura musical de la original Creepshow.
La película, como la original, consta de cinco nuevas historias de terror: “Alice”, “La Radio”, “La asesina de la llamada”, “La esposa del profesor” y “El Fantasma del perrito caliente”

## Argumento

### Prólogo
Una pequeña figura encapuchada camina por el vecindario en su carrito, mata a un perro y luego vende "perros calientes". El puesto de perritos calientes es el elemento común de las historias de la película. Las cinco historias transcurren en la misma ciudad. Durante la película se ven elementos o personajes de las otras historias.

### Alice
Alice (Stephanie Pettee) es una adolescente presumida que llega a casa para encontrar a su padre sentado en el sofá con un mando universal remoto. Cuando presiona unos de los botones hacia la televisión, cambia étnicamente la familia por completo excepto Alice (el color y el ajuste del matiz del botón hace que cambie en una familia afro-americana y el botón de subtítulos en una familia hispana). Mientras tanto, Alice gradualmente va mutando dentro de lo que es supuestamente su verdadera forma.
Cuando Alice cree que todo está normal, su padre presiona otro botón, y se revela la verdadera forma de Alice. Su familia queda absolutamente horrorizada a la vista de Alice, y la historia finaliza con el Profesor Dayton, el loco científico que vive más abajo en la calle, usando otro mando universal de control remoto para convertir a Alice en un conejo blanco.

### La Radio
Jerry (A. J. Bowen) es un guardia de seguridad a tiempo parcial que compra una radio a un vendedor vagabundo, para sustituir la vieja, que había dejado de funcionar. Sin embargo, esta nueva y misteriosa radio está lejos de ser normal. La radio habla con Jerry, y muy pronto Jerry roba dinero y asesina a personas, todo por el capricho de su nueva radio.
El padre de Alice, el Detective Jacobs, también hace una breve aparición en esta historia, investigando varios asesinatos y continuando los extraños sucesos del lugar. La asesina de la llamada, Rachael, también hace una breve aparición en esta historia, además del chulo, y los dos exalumnos de la historia la mujer del profesor.

### La asesina de la llamada
Rachael, una asesina prostituta, recibe una llamada de un hombre tímido llamado Víctor, su nuevo cliente. Rachael cree que será otra nueva víctima fácil. Cuando Rachael entra en la casa, aparece una escena de una familia asesinada con sus cuellos desgarrados y colgados a la pared, escena que Rachel no ve, y no hay ninguna evidencia de que Víctor viva en la casa. Rachael le esposa en la cama y le apuñala en el pecho, coloca una almohada sobre su cara y después se da una ducha rápida. Después oye la voz de Víctor diciendo “Rachael por qué me has matado”. Rachael aparta la almohada y ve la cara de Víctor, que ahora es una horrible criatura con grandes dientes afilados. Víctor se convierte en un vampiro, mata a Rachael y la cuelga en la habitación con los propietarios de la casa a quienes ya ha matado.

### La esposa del profesor
Dos exalumnos van a visitar al profesor Jóse y conocer a su futura mujer, Kathy.
Habiendo sido víctimas de las bromas del profesor en el pasado, sospechan que Kathy es un robot en el que habría estado trabajando el profesor los últimos 20 años en su laboratorio. Ella además se comporta como un robot y no come ni bebe, lo cual suponen podría estropear sus circuitos. Cuando el profesor sale de casa, ellos deciden desmantelar a Kathy para ver qué tiene dentro.
Después de descuartizar a Kathy se horrorizan al darse cuenta de que realmente era un ser humano. Más tarde el profesor compra un equipo de vudú avanzado al vagabundo vendedor para reconstruir a Kathy a tiempo para la boda.
Rachael, la asesina de la llamada, hace una breve aparición en esta historia.

### El fantasma del perrito caliente
El cruel y despiadado Dr. Farwell, trabaja 30 días de sentencia en una clínica pública, donde es muy insolente y cruel con sus pacientes. Incluso se ríe de una adolescente que padece un tumor cerebral, y se burla de una anciana que se va a quedar ciega. Un día compra un perrito caliente, el cual estaba intencionadamente envenenado para él.
Al Dr. Farwell accidentalmente se le cae al suelo y decide dar el sucio perrito caliente a un vagabundo que ha estado molestándole. El vagabundo muere después de dar un bocado, pero se le aparece al doctor para vengarse y asustarle. La historia finaliza con el doctor teniendo un ataque al corazón luego de varios encuentros con el fantasma del vagabundo.
Víctor el de la tercera historia así como la asesina de la llamada, también aparecen en esta historia, y esta parece estar negociando con el Doctor Farwell.

### Epílogo
Durante la boda del profesor Dayton, quien curó a su esposa y la revivió con la ayuda del muñeco vudú. La pareja de recién casados sale de la iglesia, pero mientras arroja el ramo, la mano de Kathy se cae, ante el horror de los invitados. La Sra. Jacobs comenta: "Alice se verá igual de bonita cuando se case", a lo que los otros miembros de la familia se ríen avergonzados. El sacerdote le pregunta al Sr. Jacobs si su esposa está progresando. Sin embargo, según el Sr. Jacobs, todavía está convencida de que tienen una hija llamada Alice, por lo que el cura le aconseja rezar.

## Publicación
Aunque el poster original de promoción muestra cuatro historias, la película actualmente pose cinco, como el original Creepshow. La película se publicó el 15 de mayo de 2007 en los Estados Unidos por HBO por medio de su compañía de creadores Warner Home Video. La película fue publicada en Reino Unido el 20 de octubre de 2008 por Anchor Bay UK.
Creepshow 3 fue apoyada por Taurus Entertainment Company y dirigida por James Glenn Dudelson (director del Día de los Muertos 2: Contagio) y Ana Clavell. La película tiene efectos especiales que fueron creados por Greg McDougall, quien también trabajó con Steven Spielberg en el departamento de efectos especiales.
James Glenn Dudelson, que dirigió Creepshow 3, es actualmente productor ejecutivo adjunto en la secuela de Creepshow de Warner Bros, pero se entiende que no hará aportaciones creativa.
- Datos: Q2639073